# Sandro Scascitelli
Sandro Scascitelli (Anagni, Frosinone, Italia, 6 de agosto de 1947) es un historietista e ilustrador italiano.

## Biografía
Después de sus estudios en el "Istituto statale d'arte" y el "Istituto di Stato per la Cinematografia e Televisione" de Roma, empezó a trabajar como animador en el sector del dibujo animado. Su debut en el mundo de la historieta se produjo en 1974, cuando inició a colaborar con el Cartoonstudio de Roma, dibujando para las revistas L'Intrepido, Albo dell'Intrepido, Lanciostory y Skorpio. Junto a Vittorio Cossi ilustró la adaptación en historietas de la historia de Roma y de las civilizaciones antiguas del Mediterráneo (1976-1978). 
Desde 1979 a 1987 continuó su colaboración con Lanciostory y Skorpio. En 1986 realizó los guiones y las ilustraciones de Veggio in Alagna... y, a partir de 1988, los de Briganti para la Comic Art. Ilustró dos episodios de Grandi miti greci escritos por Luciano De Crescenzo, editados por Mondadori-De Agostini. Después de un largo tiempo dedicado sobre todo a la ilustración, a partir de 2011 volvió a los cómics dibujando Tex de la editorial Bonelli.